# Sylvie Testud
Sylvie Testud (ur. 17 stycznia 1971 w Lyonie) – francuska aktorka filmowa.
Zasiadała w jury sekcji „Cinéfondation” na 58. MFF w Cannes (2005).

## Wybrana filmografia
- 1994: Maries Lied: Ich war, ich weiß nicht wo jako Marie
- 1994: L'histoire du garçon qui voulait qu'on l'embrasse jako dziewczyna na imprezie
- 1994: Couples et amants jako młoda dziewczyna
- 1994: Wieczne (Éternelles) jako Nathalie
- 1995: Najpiękniejszy wiek (Le plus bel âge...) jako Sylvie
- 1996: Tamta strona ciszy (Jenseits der Stille) jako Lara
- 1996: Love, etc.
- 1997: Raj w płomieniach (Flammen im Paradies) jako Esther
- 1998: Sentimental Education jako Julia
- 1998: Perypetie Margaret (The Misadventures of Margaret)
- 1998: W niebie (In Heaven) jako Valeska
- 1999: Kruszynka i Antoś (Pünktchen und Anton) jako Laurence
- 1999: Karnawał (Karnaval) jako Béa
- 2000: Les blessures assassines jako Christine Papin
- 2000: Faux contact jako Laurence
- 2000: Uwięziona (La captive) jako Ariane
- 2000: Markiz de Sade (Sade) jako Renée de Sade
- 2000: La chambre obscure jako Azalaïs
- 2001: The Château jako Isabelle
- 2001: Wracam do domu (Je rentre à la maison) jako Ariel
- 2001: Ce qui compte pour Mathilde jako Mathilde
- 2002: Szklane spojrzenie (Der gläserne Blick) jako dziewczynka
- 2002: Jedermanns Fest jako Sophie
- 2002: Kochaj ojca (Aime ton père) jako Virginia
- 2002: Życie zabija (Vivre me tue) jako Myriam
- 2002: Les femmes... ou les enfants d'abord... jako Virginie
- 2002: Chwila szczęścia (Un moment de bonheur) jako nauczycielka
- 2002: Tangos volés jako Alice/ Paula
- 2003: Bojaźń i drżenie (Stupeur et tremblements) jako Amélie
- 2003: Dédales jako Claude
- 2003: Jedynaczki (Filles uniques) jako Tina
- 2004: Cause toujours! jako Léa
- 2004: Victoire jako Victoire
- 2004: Jutro przeprowadzka (Demain on déménage) jako Charlotte
- 2004: Wszystko dla pieniędzy (Tout pour l’oseille) jako Prune
- 2005: Niebieskie słowa (Les mots bleus) jako Nadèjda
- 2005: La vie est à nous! jako Louise Delhomme
- 2006: Dziedzictwo (L'héritage) jako Patricia
- 2007: Sagan jako Françoise Sagan
- 2007: Niczego nie żałuję – Edith Piaf (La môme) jako Mômone
- 2007: To, co widziały moje oczy (Ce que mes yeux ont vu) jako Lucie Audibert
- 2007: Jedzcie, to jest bowiem ciało moje (Mange, ceci est mon corps) jako Madame
- 2007: La France jako Camille
- 2009: Lourdes jako Christine
- 2009: Zemsta (Fuk sau) jako Irene Costello
- 2010: Obława (La rafle) jako Bella Zygler
- 2011: Moralność i porządek (L'ordre et la morale) jako Chantal Legorjus
- 2012: Dłonie Roxany (Les mains de Roxana) jako Roxana Orlac
- 2013: Dla kobiety (Pour une femme) jako Anne
- 2014: Spódnice w górę! (Sous les jupes des filles) jako Sam
- 2014: Dwie kobiety (Miesjac w dieriewnie) jako Jelizawieta Bogdanowna
- 2015: Mam zdolnych przyjaciół (Le talent de mes amis) jako Stéphane Brunge
- 2015: Zbyt blisko słońca (Au plus près du soleil) jako Sophie
- 2016: Goście, goście III: Rewolucja (Les visiteurs: La révolution) jako Charlotte Robespierre/Geneviève Carraud Robespierre
- 2017: Ostatni portret (Final Portrait) jako Annette Giacometti
- 2017: Miłość aż po ślub (Jour J) jako Clarisse
- 2018: Suspiria jako panna Griffith
- 2019: W krainie Malawów (Rendez-vous chez les Malawas) jako Nathalie Dulac
- 2021: Flashback jako Olympe de Gouges
- 2022: Simone Veil: Podróż stulecia (Simone, le voyage du siècle) jako dorosła Marceline Rozenberg
- 2022: Szampana! (Champagne!) jako Joanna
- 2023: Marinette jako trenerka Saint-Memmie
- 2024: Test na teściów (Cocorico) jako Nicole Martin